# Megachile torrida
Megachile torrida är en biart som beskrevs av Smith 1853. Megachile torrida ingår i släktet tapetserarbin, och familjen buksamlarbin. Inga underarter finns listade i Catalogue of Life.